# Сергий I (герцог Неаполя)
Се́ргий I (итал. Sergio I Napoli; умер в 864 году) — герцог Неаполя в 840—864 годах, основатель местной династии, правившей герцогством вплоть до 1137 года.

## Биография

### Правление
Сергий был герцогом Кум, зависимых от Неаполя. В 840 году, в момент осады Неаполя франками, неаполитанцы избрали Сергия своим герцогом. Заняв трон без согласия Константинополя, Сергий порвал с Византией и заключил союз с арабами из Палермо. Он помог арабам изгнать византийцев из Бари (841 год) и Мессины (842 год).
Арабы оказались опасными союзниками, и вскоре Сергий заключил союз против них с Амальфи, Гаэтой и Сорренто. Объединённые города начали войну с арабами, в 846 году разбив их в сражениях при Ликозе и при Гаэте. Флоты Неаполя и Гаэты, совместно с папским, участвовали в битве при Остии (849 год) и нанесли поражение арабам.
В пику византийцам, Сергий поддерживал дружеские отношения с западными императорами Лотарем I и Людовиком II. Так, по поручению Лотаря I, Сергий совместно с герцогом Сполето Гвидо I был посредником при подписании мирного договора между князьями Сиконульфом Салернским и Радельхизом I Беневентским. В 850 году Сергий, с согласия Лотаря I, провозгласил своего сына Григория III своим соправителем. Так власть герцогов в Неаполе стала наследственной.
В 859 году Сергий I начал войну с Капуей. Сыновья Сергия Григорий и Цезарий совместно с зятем Ландульфом осаждали Новую Капую, но безрезультатно. В 864 году Сергий I умер, оставив наследником сына Григория III. Ещё двое сыновей Сергия выбрали духовную стезю — святой Афанасий I был епископом Неаполя, а Стефан — епископом Сорренто.

### Дети
От жены по имени Дросу (Drosu) имел детей:
- Григорий III (умер в 870 году) — герцог Неаполя в 864—870 годах
- Цезарий Неаполитанский (ит.), умер в 872 году
- Афанасий I — святой, епископ Неаполя в 850—872 годах
- Стефан — епископ Сорренто
- дочь, жена Ландульфа, гастальда Суессолы (англ.), сына Ландо I, графа Капуи.